# Vládní obvod

Vertikální správní systém Německa

Vládní obvod (německy Regierungsbezirk) je v některých větších spolkových zemích Německa územněsprávní jednotka stojící mezi spolkovou zemí (na jedné straně) a zemskými a městskými okresy (na straně druhé). Vládní obvody existovaly už v dobách Pruska jako správní celky v rámci jeho provincií. Později byly tyto správní celky zavedeny i v Bavorsku (kde existují dodnes) a jiných částech Německa. Některé menší spolkové země své vládní obvody zrušily, např. Porýní-Falc.
Vládní obvody jsou poměrně rozsáhlá území a mají mnohdy více než jeden milion obyvatel. Nemají volené orgány, nýbrž jejich vedoucí, tzv. vládní prezidenti (Regierungspräsidenten, plurál) jsou dosazováni zemskými vládami. Těmito vysokými úředníky vedené úřady mají značné úkoly a kompetence. Tyto úřady se jmenují rozdílně podle spolkových zemí:
- Vládní prezident, německy Regierungspräsident (historické označení)
- Vládní prezidium, něm. Regierungspräsidium (v Bádensku-Württembersku a v Hesensku)
- Vláda, něm. Regierung (v Bavorsku), ovšem ve spojení např. "Vláda Horního Bavorska", něm. Regierung von Oberbayern
- Obvodní vláda, něm. Bezirksregierung (v Severním Porýní-Vestfálsku), v podobném spojení jako v Bavorsku.

## Další členění vládních okresů
Vládní obvody se dále člení na okresy, které jsou buď zemské nebo městské. Zemské okresy se v některých spolkových zemích (Braniborsko, Meklenbursko-Přední Pomořansko a Šlesvicko-Holštýnsko) dále člení na sdružení obcí (Amt). Obce jsou podle toho součástí okresu nebo součástí sdružení obcí.

## Seznam vládních obvodů podle spolkových zemí
V současnosti mají jen čtyři z šestnácti německých spolkových zemí vládní obvod, ostatní tento mezilehlý článek neobsahují.
| Spolková země             | Vládní obvody |
| ------------------------- | --- |
| Bádensko-Württembersko    | Freiburg • Karlsruhe • Stuttgart • Tübingen |
| Bavorsko                  | Dolní Bavorsko (Niederbayern) • Dolní Franky (Unterfranken) • Horní Bavorsko (Oberbayern) • Horní Falc (Oberpfalz) • Horní Franky (Oberfranken) • Střední Franky (Mittelfranken) • Švábsko (Schwaben) |
| Hesensko                  | Darmstadt • Gießen • Kassel |
| Severní Porýní-Vestfálsko | Arnsberg • Detmold • Düsseldorf • Kolín nad Rýnem (Köln) • Münster |